# Gare de Market Harborough
La gare de Market Harborough est une gare ferroviaire anglaise qui dessert la ville de Market Harborough dans le Leicestershire en Angleterre. Il est situé à l'est du centre-ville et se trouve sur la ligne principale de Midland, à 26 km au sud-est de Leicester.

## Situation ferroviaire
Établie à 82 mètres d'altitude, la gare de Market Harborough est située sur la Midland Main Line (en) entre les gares de Leicester et de St-Pancras et via une interconnexion vers la Gare de Kettering (en).

## Histoire
La gare originale a été ouverte le 1er mai 1850 par le London and North Western Railway sur sa ligne entre Stamford et Rugby. Le 16 février 1859, l'embranchement vers Northampton a ouvert ses portes.
Au fur et à mesure que la circulation s'accumulait, le Midland ouvrait une nouvelle ligne le 26 juin 1885 à une altitude plus élevée, traversait le LNWR et courait parallèlement à une nouvelle station commune dans la position actuelle.
Le nouveau bâtiment de la gare a été inauguré le 14 septembre 1884.
Market Harborough était la plus grande gare dans la limite du comté au sud de Leicester. Tel était le volume de la circulation, une jonction pour cinq directions différentes à sa hauteur, qu'en 1870, des plans pour un hangar à moteur ont été livrés en plus de la fosse à locomotive, du plateau tournant et du réservoir d'eau. Un hangar n'a jamais été construit, mais cela ne l'a pas empêché de devenir un sous-hangar de Leicester dans les années suivantes.
Le service sur la ligne originale LNWR a été considérablement réduit en 1960 et a été finalement fermé en juin 1966. Le trafic de fret sur la ligne à Northampton a continué jusqu'à la fermeture en août 1981, quand la gare a cessé d'être une jonction. La ligne de Midland continue, avec les bâtiments de plate-forme et les auvents remplacés par des conceptions modernes dans les années 1960. Le bâtiment principal a survécu mais cependant, il a été soigneusement restauré en 1981.

## Services
Les trains à destination de Londres circulent toutes les demi-heures. L'un d'entre eux est rapide, sans escale en direction de Londres. Alors que l'autre est un service semi-rapide via Kettering, Wellingborough, Bedford et Luton Airport Parkway. Le matin et le soir, certains services sont étendus à Lincoln via Newark.
Avec un temps de trajet à Londres d'un peu plus d'une heure, la fréquence des trains vers la capitale, le matin et le soir est excellente pour les navettes, avec un train roulant (parfois sans arrêt) toutes les vingt minutes avec les trajets les plus rapides.
Les services de week-end comprennent les trains à destination de York et en été, à Scarborough.
Les services de bus partent de l'extérieur de la gare et fonctionnent dans toute la ville et aussi à Lutterworth, Hinckley et Leicester.
La spécification initiale de la franchise East Midlands Trains, qui a débuté en 2007, aurait entraîné une forte réduction du nombre de trains faisant escale à Market Harborough. Ces plans ont été combattus par le Harborough Rail Users 'Group et par conséquent, la spécification finale n'a pas entraîné de réduction des services.
Stagecoach a promis dans le cadre de leur offre de créer des places de stationnement supplémentaires dans les gares le long de leur parcours, le nouveau grand parking de Market Harborough a ouvert ses portes, début 2008.
Market Harborough est une station tarifaire Penalty, ce qui signifie que, comme il y a des installations pour acheter des billets à la gare, un billet valide ou un permis de voyage doit être affiché sur demande, plutôt que d'acheter des billets dans le train.

## Aménagements à venir
La gare de Market Harborough est située sur une grande courbe sur la ligne principale de Midland. En conséquence, la vitesse de cette ligne à travers la gare a toujours été relativement lente, à environ 100 km/h. Le tracé de la voie devrait changer de manière significative au cours des prochaines années, les ingénieurs de Network Rail s'attellent à redresser la ligne. Dans le cadre de leur plan global d'augmentation des vitesses de ligne, il est prévu que les deux plates-formes soient étendues jusqu'à 106 mètres. Ce travail devait initialement être terminé au plus tard en 2012. Les travaux sur le réalignement et les améliorations de la vitesse ont été reportés et une décision sur la solution est attendue en décembre 2016, les travaux étant terminés d'ici mars 2019.